# Emanuel Gomez
Emmanuel Isaías Gomez Hernández (Panamá, Panamá, 17 de mayo de 2000) es un futbolista panameño de ascendencia Nicaragüense, que juega de lateral izquierdo. Actualmente juega para el Central Valley Fuego FC de la USL League One.

## Trayectoria

### Sporting SM
Se formó en el Sporting SM y su debut profesional en la Primera División de Panamá fue el 10 de mayo de 2019 en la derrota 2 a 1 contra el CD Universitario en los Estadio Los Milagros, siendo titular jugando hasta el minuto 55. En el Torneo Clausura 2019 jugó 1 partido llegando hasta los playoff, en el Torneo Apertura 2019 jugó 13 partidos nuevamente llegando hasta los playoff, en el Torneo Apertura 2020 solo jugó 7 partidos porque el torneo se canceló por el COVID 19, en el Torneo Clausura 2020 jugó 5 partidos, en el Torneo Apertura 2021 jugó 18 partidos llegando hasta la semifinales, en el Torneo Clausura 2021 jugó 12 partidos, quedó subcampeón del Torneo Apertura 2022 en donde jugó 9 partidos, jugó 1 partido en la Liga Concacaf 2022 llegando hasta octavos de final, en el Torneo Clausura 2022 jugó 16 partidos y anotó 1 gol llegando hasta semifinales, en el Torneo Apertura 2023 jugó 9 partidos llegando nuevamente a semifinales, jugó 3 partidos y anotó 1 gol en la Copa Centroamericana de Concacaf 2023 quedándose en fase de grupos, en el Torneo Clausura 2023 jugó 16 partidos llegando hasta semifinales.

### CV Fuego FC
El 21 de febrero de 2024 fue anunciado como nuevo jugador del Central Valley Fuego FC.

## Clubes
| Club                    | País           | Año             |
| ----------------------- | -------------- | --------------- |
| Sporting SM             | Panamá         | 2018 - 2023     |
| Central Valley Fuego FC | Estados Unidos | 2024 - presente |